# Hvalfjarðargöng
Hvalfjarðargöng je cestni predor pod fjordom Hvalfjörður na zahodu Islandije. Dolg je 5770 metrov, od česar 3750 metrov poteka pod morjem, njegova najnižja točka pa leži 165 metrov pod morsko gladino. Največja globina morja v fjordu je 40 metrov, kolikor znaša tudi najmanjši nadsloj med predorom in morskim dnom. Predor je enoceven, v njem sta dva prometna pasova za dvosmerni promet.
Z odprtjem leta 1998 je predor skrajšal pot med Reykjavíkom ter zahodnimi in severnimi predeli države za približno 45 kilometrov, prečkanje fjorda pa tako namesto eno uro traja le še okoli 7 minut.

## Gradnja
Gradnja se je začela leta 1996, predor pa je bil slovesno odprt za promet 11. julija 1998. Zgradilo ga je islandsko podjetje Spölur, ki je trenutno tudi njegov lastnik in upravitelj, gradnja pa je skupno stala okoli 5 milijard islandskih kron oziroma okoli 40 milijonov evrov. 
Predor je bil zasnovan za do okoli 5000 vozil na dan, vendar se je izkazalo, da je promet znatno gostejši: v prvih desetih letih od odprtja je predor prečkalo že okoli 14 milijonov vozil oziroma približno 5500 na dan. Zaradi nadaljnje rasti prometa načrtujejo gradnjo druge cevi predora.

## Cestnina
Hvalfjarðargöng je edini predor na Islandiji, za katerega je potrebno plačati cestnino: prehod za vozila, ki ne presegajo dolžine 6 metrov, stane 1000 kron (približno 8 evrov), motornim kolesom in daljšim vozilom se zaračuna drugačna cestnina. Dogovorjeno je bilo, da bo podjetje Spölur predalo predor državnemu upravitelju cest, ko se investicija v gradnjo poplača s cestninami.

## Varnost
Na preizkusu predorov EuroTAP, ki ga izvaja nemški avtomobilski klub ADAC, je Hvalfjarðargöng leta 2010 od 26 predorov, preskušenih v 13 državah, kot edini z oceno "slabo" zasedel zadnje mesto. Pomanjkljivosti so vključevale slabo razsvetljavo, neobstoj samodejnega sistema za požarni alarm, prešibko ventilacijo za primer požara, slabo označene evakuacijske poti in oddaljenost od najbližje gasilske brigade. 
Med letoma 2007 in 2013 je predor doživel kopico izboljšav – izboljšanje razsvetljave, namestitev sistema za spremljanje prometa, dodatnih gasilnikov in zasilnih luči – ki naj bi podvojile varnost predora.